# Aristea platycaulis
Aristea platycaulis är en irisväxtart som beskrevs av John Gilbert Baker. Aristea platycaulis ingår i släktet Aristea och familjen irisväxter. Inga underarter finns listade i Catalogue of Life.